# Ryan Bayley
Ryan Bayley   (Perth, 9 de març de 1982) és un exciclista australià, especialista en la pista. Del seu palmarès destaquen les dues medalles d'or als Jocs Olímpics d'Atenes de 2004 en Velocitat individual i Keirin. També ha guanyat diverses medalles als Campionats del Món de Ciclisme en pista.
El 2005 se li concedí l'Orde d'Austràlia.

## Palmarès
- 2000
  -  Campió del món júnior en Velocitat
  -  Campió del món júnior en Velocitat per equips (amb Jason Niblett, Mark Renshaw)
- 2001
  -  Campió del món de keirin
- 2002
  - Medalla d'or als Jocs de la Commonwealth en Velocitat
  - Medalla d'or als Jocs de la Commonwealth en Velocitat per equips (amb Sean Eadie i Jobie Dajka)
- 2003
  - Campió d'Oceania en Velocitat
- 2004
  -  Medalla d'or als Jocs Olímpics d'Atenes en Velocitat individual
  -  Medalla d'or als Jocs Olímpics d'Atenes en Keirin
  - Campió d'Oceania en Velocitat
  - Campió d'Oceania en Velocitat per equips (amb Paul Bayly i Shane Kelly)
- 2005
  - Campió d'Oceania en Velocitat
  - Campió d'Oceania en Keirin
- 2006
  - Medalla d'or als Jocs de la Commonwealth en Velocitat
  - Medalla d'or als Jocs de la Commonwealth en Keirin
- 2007
  - Campió d'Oceania en Velocitat
  - Campió d'Oceania en Velocitat per equips (amb Daniel Ellis i Shane Perkins)
  -  campió d'Austràlia de Velocitat

### Resultats a laCopa del Món
- 2007-2008
  - 1r a Sydney, en Velocitat per equips